# Oxford (Connecticut)
Pour les articles homonymes, voir Oxford (homonymie).
Oxford est une ville américaine située dans le comté de New Haven au Connecticut.
Oxford devient une municipalité en 1798. Appelé Manchaug par les amérindiens, le lieu est renommé par John Twitchell, originaire d'Oxford dans le Massachusetts.

## Démographie
| 1820  | 1850  | 1860  | 1870  | 1880  | 1890 |
| ----- | ----- | ----- | ----- | ----- | ---- |
| 1 683 | 1 564 | 1 269 | 1 338 | 1 120 | 902  |

| 1900 | 1910  | 1920 | 1930  | 1940  | 1950  |
| ---- | ----- | ---- | ----- | ----- | ----- |
| 952  | 1 020 | 998  | 1 141 | 1 375 | 2 037 |

| 1960  | 1970  | 1980  | 1990  | 2000  | 2010   |
| ----- | ----- | ----- | ----- | ----- | ------ |
| 3 292 | 4 480 | 6 634 | 8 685 | 9 821 | 12 683 |

Selon le recensement de 2010, Oxford compte 12 683 habitants. La municipalité s'étend sur 33,33 milles carrés (86,32 km2), dont 0,59 milles carrés (1,53 km2) d'étendues d'eau.